# 埃里克·施密特
艾立克·愛默生·施密特（1955年4月27日—）是一位美国企业家、计算机软件工程師，2015年至2017年为Alphabet Inc.執行董事長。2001年到2011年十年间在Google担任CEO，也曾是蘋果公司董事會成員。同時，他亦為卡內基美隆大學和普林斯頓大學理事會託管者，並是程式編譯器lex的共同作者。

## 簡史
施密特於美國華盛頓特區出生，並於維吉尼亞州阿靈頓郡約克敦高中畢業。1976年，施密特在普林斯顿大学取得電機工程（BSEE）的學士及碩士學位；1979年，施密特於柏克萊加州大學因為設計一電腦網絡而得到理學碩士學位；1982年，以探討分散式的管理軟體問題為主要論文課題，取得了電子工程暨電腦科學（EECS）博士學位。之後施密特並曾加入了程式編譯器lex的編輯工程，且於兼職教授。目前施密特與妻子溫蒂共同住在加利福尼亞州。

## 商务

### 早期職業生涯
施密特早期主要於資訊科技公司工作，包含了貝爾實驗室、Zilog和當時全錄轄下的帕羅奧多研究中心擔任研究員。1983年，施密特以軟體經理的身分加入昇陽電腦，並主導了Java平台技術的發展、昇陽電腦獨立平台的程式技術，並且確立了公司的網络策略。之後，他成為了昇陽電腦的首席技术官（CTO）及企業总裁。
1997年，施密特担任了Novell公司的总裁，之後Novell收購了Cambridge Technology Partners，但他之後也離開了此公司。在风险投资家约翰·杜尔和Michael Moritz的建議下，Google创始人拉里·佩奇和謝爾蓋·布林於2001年招募艾立克·施密特來运作Google公司。

### Google和Alphabet公司
施密特在2001年3月以董事會成員的身分擔任Google的董事長，並在同年8月兼任总裁一職。任職於Google時，施密特採取與兩位創始人佩奇及布林共同負責公司的日常運作的工作方式。在Google提交給美國證券交易委員會的檔案的第29頁中，說明了兩位創始人佩奇及布林與施密特運作Google公司的關係係屬三人同盟，施密特以執行長身份負責公司的正常運作並且專注於銷售部分。而從Google的公司網頁中得知，施密特也著重以下的工作：建設公司的基礎建設以應付Google的快速發展；確保產品的開發周期縮到最短，但仍能保持產品的品質。
2007年，由PC World所選出的「50名重要影響網路世界的人」名單中，施密特與Google的兩位創始人拉里·佩奇及布林等3人榮任第一名。2011年1月施密特卸任CEO，由拉里·佩奇接替。
2013年1月，埃里克·施密特和Jared Cohen、新墨西哥州前州长比尔·理查森、女儿苏菲访问北朝鲜。
同年11月，埃里克·施密特呼籲中國開放網際網路、尊重民眾的言論自由。他說中國的新聞檢查問題明顯惡化，他對中國當局加緊打壓網路言論、對轉發所謂“網路謠言”500次入罪的司法解釋感到擔憂，並表示如果中國不改變目前的新聞檢查制度，谷歌就不會重返中國，并在当年四月出版的新书《新数字时代》(The New Digital Age)中认为中国是一个危险、虎视眈眈的超级大国。
2015年，Google公司重组成立Alphabet Inc.后，埃里克·施密特便开始担任Alphabet Inc.執行董事長，2017年12月21日宣布卸任，但依旧是Alphabet Inc.董事会成员以及技术顾问。
2019年6月19日，施密特退出Alphabet Inc.董事会，技术顾问一职依旧保留。

### Apple公司
2006年8月28日，施密特當選成為蘋果公司董事會成員；但在2009年8月3日，因為Google與蘋果公司日益激烈的利益衝突和競爭，施密特宣布退出董事會。

### 政治傾向
2008年10月19日，施密特擔任了奧巴馬於美國總統選舉期間的非正式顧問，並開始競選活動。在宣布其支持奧巴馬後，施密特曾開玩笑的說奧巴馬成為美國總統後，他的1美元工資，將會得到減稅的機會。奧巴馬勝選後，施密特為其諮詢委員會的其中一員，並建議要解決美國內部問題最簡單的方法為獎勵可再生能源的開發，以取代化石燃料的使用。
2011年3月，艾立克·施密特获得美国商务部长的提名。

## 薪資
施密特雖擔任Google董事長兼首席執行官，然而曾於2006年僅獲得1美元的基本工資。但儘管那時施密特並未擁有其他的現金、股票等，他仍為第一批以員工身分所獲得股權而成为亿万富翁的人（微軟前总裁史蒂夫·鲍尔默是第一個達到此目標的人）。2006年「全球富豪榜」排名上，《福布斯》把他排到116名（Onsi Sawiris、Alexei Kuzmichov和Robert Rowling亦在这个位置上），合计个人资产達62亿美元。之後於2008年，其獲得補償508763美元；2009年，又再次獲得508763美元補償。在2019年美國400富豪榜，他以142億美元的資產，排名第33名。